# Château du Guet
Le château du Guet est un ancien château fort bâti à Castelnau-de-Montmiral, dans le Tarn (France). 
Aujourd'hui détruit, il est intimement lié à l'histoire du village, dont aucun ennemi ne s'est jamais emparé, et est encore représenté sur les armoiries de la ville.

## Historique

### Origine
Idéalement situé sur une position haute, le village de Castelnau-de-Montmiral a été fondé en 1222 par le comte de Toulouse Raymond VII. La cité est alors ceinte de remparts et le puissant château du Guet est édifié en son centre. Cet édifice tient son nom du fait que le village servait de guet d'observation en raison de sa position stratégique.

### Un château inexpugnable
Le château et le village de Castelnau-de-Montmiral ne furent jamais pris. En effet, durant la guerre de Cent Ans, les Anglais menés par le Prince Noir n'osèrent assaillir la place forte, alors qu'ils avaient déjà envahi une grande partie de l'albigeois. Durant les guerres de Religion, les soldats protestants du village de Bruniquel ne purent s'emparer du village, rallié à la cause catholique, malgré leurs efforts,. Il est possible que le comte Charles Ier d'Armagnac, qui s'est réfugié à Castelnau-de-Montmiral en 1496, ait habité la bâtisse fortifiée. 

### Abandon
Abandonné au XVIIe siècle, le château du Guet a été détruit en 1819. De nos jours, il ne demeure à l'emplacement du château que des vestiges d'escaliers, au lieu appelé "tour Toulze".

Le blason de Castelnau-de-Montmiral où apparait le château